# Полковник-Свештарово
Полко́вник-Свешта́рово (болг. Полковник Свещарово) — село в Добрицькій області Болгарії. Входить до складу общини Добричка.

## Населення
За даними перепису населення 2011 року у селі проживали 137 осіб, з них 135 осіб (98,5%) — болгари.
Розподіл населення за віком у 2011 році:
Динаміка населення: